# Doug Smith (football)
Pour les articles homonymes, voir Douglas Smith et Smith.
Doug Smith (né le 18 septembre 1937 à Aberdeen et mort le 5 décembre 2012), est un footballeur écossais.
Il est le frère de Dave Smith, également footballeur.

## Palmarès
- Dundee United FC
  - Coupe d'Écosse de football
    - 1974 (en) : Finaliste